# ناک‌اوت (دی‌سی کامیکس)
ناک‌اوت (به انگلیسی: Knockout) یک شخصیت خیالی شرور بزرگ در کتاب‌های کامیک آمریکایی منتشر شده توسط دی‌سی کامیکس است. شخصیت ناک‌اوت توسط نویسنده کارل کسل و طراح تام گرومیت خلق شده است که برای اولین بار در شمارهٔ ۱ از نسخه ۴ مجموعه کمیک سوپربوی (فوریه ۱۹۹۴) حضور پیدا کرد.

## زندگینامه ساختگی شخصیت
او سابقاً یکی از اعضای گروه زنان فیوری در سیارهٔ آپوکالیپس بود، و بدین سبب دارای قدرت و پایداری ابرانسانی حاصل آتش‌های آن دنیا بود. او از سنین پایین در یتیم‌خانه و زیر نظر تمرینات سنگین گرنی گودنس قرار گرفت تا به عنوان یکی از اعضای گروه زنان فیوری به رهبری دارک‌ساید در آید. اما گستاخی‌های مکرر او باعث نارضایتی گرنی شد و توسط او برای مجازات در آرماگتو به زنجیر کشیده شد. زمانی که بیگ باردا با همسرش مستر میراکل از دست فیوری‌ها فرار کردند، ناک‌اوت نیز تصمیم به ترک سیاره گرفت. هنگامی که مجازات او به دلیل بی‌حرمتی‌هایش تشدید شدند، ناک‌اوت با قدرت خود زنجیرش را پاره کرد و توسط درگاه بعد اضافی بوم تیوب به هاوایی، در سیاره زمین سفر کرد.
به محض رسیدن به زمین، ناک‌اوت از زیبایی خود برای تبدیل شدن به یک استریپر استفاده کرد. در زمانی قبل از رخدادهای بحران‌های بی‌نهایت، او تبدیل به معشوقهٔ اسکندال سوج شد. ناک‌اوت سپس به عنوان یک جاسوس دو جانبه برای خدمت به تیم تازه تأسیس سیکرت سیکس به گروه انجمن سری شروران بزرگ پیوست. اما زمانی که انجمن سری به پایگاه عملیات سیکرت سیکس یورش بردند، ناک‌اوت برای نجات جان اسکندال هویت خود را فاش کرد. او سپس به عنوان یکی از اعضای اصلی سیکرت سیکس، جایگزین شخصیت پارادیمِن شد که در طی این حمله جان خود را از دست داد. پس از گذشت یک سال در تیم سیکرت سیکس، او توسط یکی از آدم‌کش‌های وندال سوج هدف قرار گرفت. او پس از اصابت گلوله تک‌تیراندازی به نام پیستولرا، تقریباً کشته شد. بر اثر گلوله بمبی در بدن ناک‌اوت کار گذاشته شد و زمانی که اسکندال حاضر به ترکش نشد، خود را به محدوده‌ای دیگر پرتاب کرد. اگرچه بدن او بر اثر شدت انفجار دچار سوختگی شدید شده بود اما در نهایت بدن او به دلیل توانایی زوددرمانی که یکی از ویژگی‌های اعضای سیارهٔ آپوکالیپس است به سرعت بهبود پیدا کرد و به طور کامل بازسازی شد.
ناک‌اوت یکبار دیگر با هدف ردیابی فردی که سعی در ترورش داشت، به تیم سیکرت سیکس پیوست. پس از نبرد با گروه ابرقهرمان دوم پاترول، او با ددشات همبستر شد، اما اسکندال آن‌ها را در حین عمل غافلگیر کرد. اما این مسئله هیچ معنایی برایش نداشت و این تنها عملی عادی در بین مبارزان بازمانده از سیارهٔ آپوکالیپس محسوب می‌شد. او نمی‌توانست دلیل عصبانیت اسکندال را درک کند. ناک‌اوت از او طلب بخشش کرد اما اسکندال او و تیم سیکرت سیکس را ترک کرد.